# Erhard Scholz
Erhard Scholz (* 15. August in 1947 Hetzeldsdorf) ist ein deutscher Mathematikhistoriker und Professor an der Bergischen Universität Wuppertal.

## Leben
Scholz studierte 1968 bis 1975 Mathematik an der Universität Bonn und der University of Warwick. 1979 promovierte er an der Universität Bonn bei Egbert Brieskorn und Henk Bos (Entwicklung des Mannigfaltigkeitsbegriffs von Riemann bis Poincaré). 1986 habilitierte er sich an der Bergischen Universität Wuppertal, wo er 1989 außerordentlicher Professor für Geschichte der Mathematik wurde. Darüber hinaus ist er am dortigen Interdisziplinären Zentrum für Wissenschafts- und Technikforschung beschäftigt, das er 2004 mit gründete. 1993 war er Gastprofessor am Institut für Wissenschaftsgeschichte der Universität Göttingen.
Scholz befasste sich unter anderem mit der Entstehung des Mannigfaltigkeitsbegriffs, unter anderem bei Bernhard Riemann, und den Beziehungen der Mathematik zu den Anwendungen im 19. Jahrhundert, zum Beispiel mit Culmanns graphischer Statik und der Bestimmung der kristallographischen Raumgruppen durch Fjodorow sowie den angewandten Beiträgen des Schöpfers der Vektorrechnung Hermann Graßmann, auch der Frage, ob Carl Friedrich Gauß bei seinen geodätischen Arbeiten Überlegungen zur nichteuklidischen Geometrie nachgegangen ist. In Fortsetzung dieser Untersuchungen über die Anfänge von Gruppentheorie und Mannigfaltigkeitsbegriff befasste er sich auch intensiv mit  Hermann Weyl, insbesondere dessen Arbeiten in Verbindung mit Allgemeiner Relativitätstheorie, Kosmologie, Eichtheorie und Quantenmechanik, wobei er auch auf Weyls Arbeiten aufbauende „Weyl-Geometrien“ in der Kosmologie untersuchte. Er befasste sich auch mit Oswald Teichmüller, über den er im Dictionary of Scientific Biography und im Jahresbericht der Deutschen Mathematiker-Vereinigung (mit Norbert Schappacher) einen Artikel schrieb. Scholz verfolgte auch Verbindungen der Mathematikgeschichte zur Philosophie, wie der von Bernhard Riemann zu Johann Friedrich Herbart, von Schelling zur Kristallographie und zu Hermann Weyls Philosophie der Mathematik und ihrer Beziehung zu Gottfried Wilhelm Leibniz.
Scholz ist Mitherausgeber der Gesammelten Werke von Felix Hausdorff (mit Friedrich Hirzebruch, Reinhold Remmert, Walter Purkert, Egbert Brieskorn).

## Schriften
- Geschichte des Mannigfaltigkeitsbegriffs von Riemann bis Poincaré, Birkhäuser 1980
- The Concept of Manifold 1850–1940, in Ioan James (Herausgeber) History of Topology, Elsevier 1999, S. 25–64
- Symmetrie-Gruppe-Dualität. Zur Beziehung zwischen theoretischer Mathematik und Anwendungen in Kristallographie und Baustatik des 19. Jahrhunderts. Birkhäuser, Basel, Deutscher Verlag der Wissenschaften, Berlin 1989
- Herausgeber: Geschichte der Algebra, Bibliographisches Institut, Mannheim 1990
- Herausgeber: Hermann Weyl’s Raum-Zeit-Materie and  a general introduction to his scientific work, Birkhäuser 2001

## Verweise
1. ↑  Gert Schubring, Erhard Scholz zum 60.Geburtstag, NTM International Journal of History and Ethics of Natural Sciences, Technology and Medicine, Band 15, 2007, S. 221–222, doi:10.1007/s00048-007-0266-x.
2. ↑  Scholz Herbart’s influence on Bernhard Riemann, Historia Mathematica, Band 9, 1982, S. 413–440
3. ↑  Scholz Schelling und die dynamistische Kristallographie im 19. Jahrhundert, in Selbstorganisation, Jahrbuch für Komplexität in den Natur-, Geistes- und Sozialwissenschaften, Band 5, 1994, 219–230, Scholz Symmetrie-Gruppe-Dualität, 1989
4. ↑  Scholz Leibnizian traces in Hermann Weyl’s Philosophie der Mathematik und der Naturwissenschaften, in R. Krömer, Y. Chin-Drian (Hrsg.), New Essays on Leibniz reception, Birkhäuser 2012, 203–216
5. ↑  Hausdorff Edition (Memento vom 28. April 2010 im Internet Archive)

| Personendaten    | Personendaten                                      |
| ---------------- | -------------------------------------------------- |
| NAME             | Scholz, Erhard                                     |
| KURZBESCHREIBUNG | deutscher Mathematikhistoriker und Hochschullehrer |
| GEBURTSDATUM     | 15. August 1947                                    |
| GEBURTSORT       | Hetzeldsdorf                                       |